# Selección de fútbol de Maule Sur
La Selección de fútbol de Maule Sur es un equipo de fútbol que representa al sur de la Región del Maule en Chile. La misión declarada del equipo es "representar el territorio del Maule Sur, su cultura, identidad e historia a nivel local, nacional e internacional". Maule Sur es miembro de ConIFA.  

## Historia
En 2022, Maule Sur designó como gerente a Jaime Pacheco. Maule Sur ganó la Copa América de Fútbol de ConIFA 2022, la primera Copa América de Fútbol ConIFA. Maule Sur participará en el Mundial de Fútbol ConIFA 2024.

## Torneos

### Copa América de Fútbol ConIFA
| Copa América de Fútbol ConIFA | Copa América de Fútbol ConIFA | Copa América de Fútbol ConIFA | Copa América de Fútbol ConIFA | Copa América de Fútbol ConIFA | Copa América de Fútbol ConIFA | Copa América de Fútbol ConIFA | Copa América de Fútbol ConIFA | Copa América de Fútbol ConIFA |
| Año                           | Ronda                         | Posición                      | GP                            | G                             | E                             | P                             | GF                            | GC                            |
| ----------------------------- | ----------------------------- | ----------------------------- | ----------------------------- | ----------------------------- | ----------------------------- | ----------------------------- | ----------------------------- | ----------------------------- |
| 2022                          | Campeón                       | 1ro                           | 2                             | 2                             | 0                             | 0                             | 2                             | 0                             |
| Total                         | 1 título                      | 1/1                           | 2                             | 2                             | 0                             | 0                             | 2                             | 0                             |